# ロクサン・モダフェリ
ロクサン・モダフェリ（Roxanne Modafferi、1982年9月24日 - ）は、アメリカ合衆国デラウェア州ウィルミントン出身のイタリア系アメリカ人の女性元総合格闘家。シンジケートMMA所属。

## 来歴
幼少の頃に『ドラゴンボール』やスーパー戦隊シリーズのヒーローに憧れてテコンドーを始め、ケンポーカラテ、柔道、ブラジリアン柔術など様々な格闘技を習った。
アニメ好きが高じ、マサチューセッツ大学アマースト校では日本語と日本文学を専攻。在学中の2003年9月から翌年6月まで国際基督教大学に留学し、クロスポイント吉祥寺でトレーニングを積んだ。
2003年11月10日、日本滞在中にスマックガールでプロデビューし、篠原光に腕ひしぎ十字固めで一本勝ち。
2004年11月6日、HOOKnSHOOTでジェニファー・ハウと対戦し、判定勝ち。12戦12勝であったハウの連勝記録をストップさせた。
2004年12月19日、スマックガール初代無差別級王者決定トーナメントに出場し、準決勝で藪下めぐみに判定負け。
2005年3月5日、IFC世界女子ミドル級（-61kg）タイトルマッチでジェニファー・ハウと再戦し、三角絞めで一本勝ちを収め王座獲得に成功した。同時にISKA MMA世界女子ミドル級王座に認定された。
2005年5月28日、アブダビコンバット女子60kg級に出場し、1回戦でレカ・ヴィエイラに敗れた。
2005年7月、大学を卒業して再び来日し、英会話スクールのベルリッツで講師として働きながら、和術慧舟會を拠点に総合格闘技を続けた。
2006年3月4日、MFCでタラ・ラローサと対戦し、0-3の判定負け。
2007年2月17日、Fatal Femmes Fighting 1で行われたFFFライト級王座決定戦でカサンドラ・リバース・ブラソと対戦し、2-1の判定勝ちで王座を獲得した。
2007年5月27日、K-GRACEディファ有明興行の1万ドル争奪無差別級トーナメントに出場。1回戦でイ・ヒジンに一本勝ち、準決勝で藪下めぐみに判定勝ち、決勝でマルース・クーネンを判定で破り、優勝を果たした。
2007年11月3日、Fatal Femmes Fighting 3で王座防衛戦を行う予定であったが、自身の怪我のため欠場した。
2008年4月3日、Fatal Femmes Fighting 4で行われたFFFライト級タイトルマッチで挑戦者のヴァネッサ・ポルトと対戦し、膝蹴りでTKO勝ちを収め王座の初防衛に成功した。
2008年11月8日、VALKYRIE旗揚げ戦VALKYRIE 01 CAGE FORCE-EXで米沢知佐と対戦し、判定勝ち。
2009年11月7日、Strikeforce: Fedor vs. Rogersの前座カードでマルース・クーネンと再戦し、開始1分余りで一本負けを喫した。
2010年1月30日、日本初開催となったKing of the Cageでモーリー・ヘイゼルと対戦し、リアネイキッドチョークで一本勝ち。
2010年5月21日、Moosinでタラ・ラローサと4年2か月ぶりに再戦し、2-1の判定勝ち。リベンジを果たす。
2010年7月23日、ShoMMA: Strikeforce Challengers 9のStrikeforce女子ウェルター級（-61kg）タイトルマッチで王者サラ・カフマンに挑戦し、スラムでKO負けを喫し王座獲得に失敗した。
2010年12月30日、戦極 Soul of Fightで赤野仁美と対戦予定であったが、ロクサンの体調不良（感染性の胃腸炎）によりドクターストップとなり不戦敗となった。試合中止は両者がリングインした後に発表された。
2011年2月26日、Cage Warriors 40でロジー・セクストンと対戦し、判定負け。
2011年7月9日、JEWELS 15th RINGで赤野仁美と対戦し、判定負け。
2012年3月3日、 JEWELS 18th RINGで端貴代と対戦し、判定負け。

### The Ultimate Fighter 18
2013年8月、リアリティ番組『The Ultimate Fighter』のシーズン18に参加。ハウス入りを懸けたイリミネーションマッチでヴァレリー・レターノーにリアネイキッドチョークで一本勝ちを収め、ミーシャ・テイトがコーチを務める「チーム・テイト」に選抜されたが、女子バンタム級トーナメント1回戦でジェシカ・ラーコーツィにTKO負けを喫した。
しかし、TUFの合宿所でアメリカの練習環境に触れたことで、撮影終了後に英会話講師の仕事を辞めてアメリカに戻ることを決め、シンジケートMMAに拠点を移した。

### UFC
2013年11月30日、The Ultimate Fighter 18 Finaleで同じチーム・テイトに所属していたラケル・ペニントンと対戦し、判定負け。

### Invicta FC
2014年9月6日、フライ級転向初戦となったInvicta FC 8でタラ・ラローサと対戦し、判定勝ち。
2015年4月24日、Invicta FC 12でヴァネッサ・ポルトと7年ぶりに再戦し、判定負け。
2016年9月23日、Invicta FC 19のInvicta FC世界フライ級タイトルマッチで王者ジェニファー・マイアに挑戦し、1-2の判定負けを喫し王座獲得に失敗した。
2017年5月20日、Invicta FC 23でサラ・ダレリオと対戦し、TKO勝ち。

### The Ultimate Fighter 26
2017年8月、リアリティ番組『The Ultimate Fighter』のシーズン26に参加し、ジャスティン・ゲイジーがコーチを務める「チーム・ゲイジー」に所属。初代UFC世界女子フライ級王座を懸けたトーナメントの1回戦でシェイナ・ドブソンにTKO勝ち、準々決勝でエミリー・ウィットマイアにTKO勝ちを収めたが、準決勝でシジャラ・ユーバンクスに判定負け。

### UFC復帰
2017年12月1日、The Ultimate Fighter 26 Finaleの世界女子フライ級王座決定戦でニコ・モンターニョと対戦。前日計量でユーバンクスが体調不良に陥ったため、急遽代役としてタイトルマッチに繰り上げ参戦したが、0-3の判定負けを喫し、初代王座獲得に失敗した。ファイト・オブ・ザ・ナイトを受賞した。
2018年7月6日、The Ultimate Fighter 27 Finaleで女子フライ級ランキング7位のバーブ・ホンチャックと7年9ヶ月ぶりに再戦し、2Rにグラウンドの肘打ちでTKO勝ちを収め、リベンジを果たすと共にUFC初勝利を挙げた。
2018年11月3日、UFC 230で女子フライ級ランキング4位のシジャラ・ユーバンクスと再戦し、0-3の判定負け。前日計量でユーバンクスがフライ級の規定体重を1.2ポンドオーバーしたため、127.2ポンドのキャッチウェイトで試合が行われ、ファイトマネーの20％がロクサンに譲渡された。
2019年4月20日、UFC Fight Night: Overeem vs. Oleinikで女子フライ級ランキング12位のアントニーナ・シェフチェンコと対戦し、2-1の判定勝ち。
2019年7月20日、UFC on ESPN 4で女子フライ級ランキング6位のジェニファー・マイアと対戦し、0-3の判定負け。前日計量でマイアがフライ級の規定体重を3ポンドオーバーしたため、129ポンドのキャッチウェイトで試合が行われ、ファイトマネーの30％がロクサンに譲渡された。
2020年1月18日、UFC 246で女子フライ級ランキング9位のメイシー・バーバーと対戦し、3-0の判定勝ち。
2020年6月20日、UFC on ESPN: Blaydes vs. Volkovで女子フライ級ランキング7位のローレン・マーフィーと対戦し、判定負け。
2020年9月12日、UFC Fight Night: Waterson vs. Hillで女子フライ級ランキング9位のアンドレア・リーと対戦し、判定勝ち。
2021年1月20日、UFC on ESPN: Chiesa vs. Magnyでフライ級ランキング9位のビビアン・アラウジョと対戦し、0-3の判定負け。
2021年9月25日、UFC 266で女子フライ級ランキング12位のタイラ・サントスと対戦し、0-3の判定負け。
2022年2月12日、引退試合となったUFC 271で女子フライ級ランキング15位のケイシー・オニールと対戦し、1-2の判定負け。

## 戦績
| 総合格闘技 戦績 | 総合格闘技 戦績 | 総合格闘技 戦績 | 総合格闘技 戦績 | 総合格闘技 戦績 | 総合格闘技 戦績 | 総合格闘技 戦績 |
| --------------- | --------------- | --------------- | --------------- | --------------- | --------------- | --------------- |
| 45 試合         | (T)KO           | 一本            | 判定            | その他          | 引き分け        | 無効試合        |
| 25 勝           | 4               | 5               | 16              | 0               | 0               | 0               |
| 20 敗           | 1               | 3               | 16              | 1               | 0               | 0               |

| 勝敗 | 対戦相手                     | 試合結果                           | 大会名                                                                                   | 開催年月日     |
| ×    | ケイシー・オニール           | 5分3R終了 判定1-2                  | UFC 271: Adesanya vs. Whittaker 2                                                        | 2022年2月12日  |
| ×    | タイラ・サントス             | 5分3R終了 判定0-3                  | UFC 266: Volkanovski vs. Ortega                                                          | 2021年9月25日  |
| ×    | ビビアン・アラウジョ         | 5分3R終了 判定0-3                  | UFC on ESPN 20: Chiesa vs. Magny                                                         | 2021年1月20日  |
| ○    | アンドレア・リー             | 5分3R終了 判定3-0                  | UFC Fight Night: Waterson vs. Hill                                                       | 2020年9月12日  |
| ×    | ローレン・マーフィー         | 5分3R終了 判定0-3                  | UFC on ESPN 11: Blaydes vs. Volkov                                                       | 2020年6月20日  |
| ○    | メイシー・バーバー           | 5分3R終了 判定3-0                  | UFC 246: McGregor vs. Cowboy                                                             | 2020年1月18日  |
| ×    | ジェニファー・マイア         | 5分3R終了 判定0-3                  | UFC on ESPN: dos Anjos vs. Edwards                                                       | 2019年7月20日  |
| ○    | アントニーナ・シェフチェンコ | 5分3R終了 判定2-1                  | UFC Fight Night: Overeem vs. Oleinik                                                     | 2019年4月20日  |
| ×    | シジャラ・ユーバンクス       | 5分3R終了 判定0-3                  | UFC 230: Cormier vs. Lewis                                                               | 2018年11月3日  |
| ○    | バーブ・ホンチャック         | 2R 3:32 TKO（グラウンドの肘打ち）  | The Ultimate Fighter 27 Finale                                                           | 2018年7月6日   |
| ×    | ニコ・モンターニョ           | 5分5R終了 判定0-3                  | The Ultimate Fighter 26 Finale 【女子フライ級トーナメント 決勝】                         | 2017年12月1日  |
| ○    | サラ・ダレリオ               | 3R 1:37 TKO（グラウンドの肘打ち）  | Invicta FC 23: Porto vs. Niedźwiedź                                                      | 2017年5月20日  |
| ○    | プリシラ・デ・ソウザ         | 2R 4:52 腕ひしぎ十字固め           | Fusion Fight League: Ladies Fight Night 【FFLフライ級タイトルマッチ】                    | 2017年4月1日   |
| ×    | ジェニファー・マイア         | 5分5R終了 判定1-2                  | Invicta FC 19: Maia vs. Modafferi 【Invicta FC世界フライ級タイトルマッチ】               | 2016年9月23日  |
| ○    | ディアナ・ベネット           | 5分3R終了 判定2-1                  | Invicta FC 16: Hamasaki vs. Brown                                                        | 2016年3月11日  |
| ○    | マリアナ・モライス           | 3R 4:40 TKO（マウントパンチ）      | Invicta FC 14: Evinger vs. Kianzad                                                       | 2015年9月12日  |
| ×    | ヴァネッサ・ポルト           | 5分3R終了 判定0-3                  | Invicta FC 12: Kankaanpaa vs. Souza                                                      | 2015年4月24日  |
| ○    | タラ・ラローサ               | 5分3R終了 判定3-0                  | Invicta FC 8: Waterson vs. Tamada                                                        | 2014年9月6日   |
| ×    | ラケル・ペニントン           | 5分3R終了 判定0-3                  | The Ultimate Fighter 18 Finale                                                           | 2013年11月30日 |
| ×    | 端貴代                       | 5分2R終了 判定0-3                  | JEWELS 18th RING                                                                         | 2012年3月3日   |
| ×    | バーブ・ホンチャック         | 3R 1:46 リアネイキッドチョーク     | BEP 5: Breast Cancer Beatdown                                                            | 2011年10月1日  |
| ×    | 赤野仁美                     | 5分2R終了 判定0-3                  | JEWELS 15th RING                                                                         | 2011年7月9日   |
| ×    | ロジー・セクストン           | 5分3R終了 判定0-3                  | Cage Warriors 40                                                                         | 2011年2月26日  |
| ×    | サラ・カフマン               | 3R 4:45 KO（スラム）               | ShoMMA: Strikeforce Challengers 9 【Strikeforce女子ウェルター級タイトルマッチ】          | 2010年7月23日  |
| ○    | タラ・ラローサ               | 5分3R終了 判定2-1                  | Moosin: God of Martial Arts                                                              | 2010年5月21日  |
| ○    | モーリー・ヘイゼル           | 2R 3:18 リアネイキッドチョーク     | King of the Cage in 沖縄 2010 登竜門                                                     | 2010年1月30日  |
| ×    | マルース・クーネン           | 1R 1:05 腕ひしぎ十字固め           | Strikeforce: Fedor vs. Rogers                                                            | 2009年11月7日  |
| ○    | 米沢知佐                     | 3分2R終了 判定3-0                  | VALKYRIE 01 CAGE FORCE-EX                                                                | 2008年11月8日  |
| ○    | ヴァネッサ・ポルト           | 3R 0:53 TKO（膝蹴り）              | Fatal Femmes Fighting 4: Call of the Wild 【FFFライト級タイトルマッチ】                  | 2008年4月3日   |
| ○    | マルース・クーネン           | 3分2R終了 判定2-1                  | K-GRACE 【1万ドル争奪無差別級トーナメント 決勝】                                         | 2007年5月27日  |
| ○    | 藪下めぐみ                   | 3分2R終了 判定3-0                  | K-GRACE 【1万ドル争奪無差別級トーナメント 準決勝】                                       | 2007年5月27日  |
| ○    | イ・ヒジン                   | 1R 2:56 腕ひしぎ十字固め           | K-GRACE 【1万ドル争奪無差別級トーナメント 1回戦】                                        | 2007年5月27日  |
| ○    | カサンドラ・リバース・ブラソ | 2分5R終了 判定2-1                  | Fatal Femmes Fighting 1: Asian Invasion 【FFFライト級王座決定戦】                        | 2007年2月17日  |
| ×    | シェイナ・ベイズラー         | 1R 1:08 チキンウィングアームロック | MARS BodogFight 01                                                                       | 2006年10月4日  |
| ○    | 藪下めぐみ                   | 5分2R終了 判定3-0                  | G-SHOOTO JAPAN 05                                                                        | 2006年5月6日   |
| ×    | タラ・ラローサ               | 5分3R終了 判定0-3                  | Mix Fighting Championships: Boardwalk Blitz                                              | 2006年3月4日   |
| ×    | ローラ・ディオーガスト       | 5分3R終了 判定0-3                  | Ring of Combat 8 【ROC女子ウェルター級タイトルマッチ】                                   | 2005年3月19日  |
| ○    | ジェニファー・ハウ           | 3R 1:47 三角絞め                   | IFC: Eve of Destruction 【IFC世界女子ミドル級タイトルマッチ】                            | 2005年3月5日   |
| ×    | 藪下めぐみ                   | 5分2R終了 判定0-3                  | SMACKGIRL 2004 〜WORLD ReMix〜 【スマックガール初代無差別級王者決定トーナメント 準決勝】 | 2004年12月19日 |
| ○    | アンナ・キャロリーナ         | 5分2R終了 判定3-0                  | SMACKGIRL 2004 〜WORLD ReMix〜 【スマックガール初代無差別級王者決定トーナメント 1回戦】  | 2004年12月19日 |
| ○    | ジェニファー・ハウ           | 5分3R終了 判定3-0                  | HOOKnSHOOT: Evolution                                                                    | 2004年11月6日  |
| ○    | 菊川夏子                     | 5分3R終了 判定3-0                  | SMACKGIRL F 〜5月病をブッ飛ばせ! 夏も近いぞスマックF祭〜                                 | 2004年5月16日  |
| ○    | たま☆ちゃん                  | 5分2R終了 判定3-0                  | CROSS SECTION                                                                            | 2004年4月18日  |
| ○    | 篠原光                       | 1R 1:58 腕ひしぎ十字固め           | SMACKGIRL Third Season-VII                                                               | 2003年11月10日 |

### グラップリング
| 勝敗 | 対戦相手         | 試合結果              | 大会名                                                                       | 開催年月日    |
| ○    | フェリシア・オー | アドバンテージ判定1-0 | SMACKGIRL GRAPPRING QUEEN TOURNAMENT 2006 【無差別級トーナメント 3位決定戦】 | 2006年7月23日 |
| ×    | 服部恵子         | 1:45 腕ひしぎ十字固め | SMACKGIRL GRAPPRING QUEEN TOURNAMENT 2006 【無差別級トーナメント 2回戦】     | 2006年7月23日 |
| ○    | 山中裕子         | アドバンテージ判定1-0 | SMACKGIRL GRAPPRING QUEEN TOURNAMENT 2006 【無差別級トーナメント 1回戦】     | 2006年7月23日 |
| ×    | レカ・ヴィエイラ | 腕ひしぎ十字固め      | アブダビコンバット【60kg未満級 1回戦】                                       | 2005年5月28日 |

## 獲得タイトル
- 第4代IFC世界女子ミドル級王座（2005年）
- ISKA MMA世界女子ミドル級王座（2005年）
- K-GRACE 1万ドル争奪無差別級トーナメント 優勝（2007年）
- FFFライト級王座（2007年）
- FFLフライ級王座（2017年）

## 表彰
- 柔道 茶帯
- ブラジリアン柔術 茶帯
- UFC ファイト・オブ・ザ・ナイト（1回）